# Somministrazione parenterale
In medicina, si dice che una sostanza entra in un organismo per somministrazione parenterale, o via parenterale, quando l'ingresso avviene per vie diverse dall'assorbimento intestinale.
Il termine parenterale, tecnicamente, indica qualunque via di ingresso diversa dall'assorbimento intestinale; esso, infatti, viene dal greco παρα (prefisso che significa oltre) ed ἔντερον (intestino). Tuttavia, in molti contesti, esso viene utilizzato per indicare le sole iniezioni.
Ad esempio, secondo la Farmacopea italiana del 2008, le preparazioni parenterali sono preparazioni sterili destinate alla somministrazione per iniezione, infusione o impianto nel corpo umano o animale.

## Caratteristiche
La via parenterale comprende meccanismi di ingresso molto diversi tra loro. A titolo di esempio si citano:
- l'assorbimento di sostanze esterne attraverso l'apparato respiratorio;
- la somministrazione di farmaci attraverso cerotti;
- somministrazione intramuscolare;
- somministrazione endovenosa.

L'ingresso di una sostanza per via parenterale può essere intenzionale (e si parla allora di somministrazione parenterale), oppure accidentale, nel qual caso può essere origine di infezioni.
La somministrazione parenterale, a sua volta, può essere di nutrienti (mediante fleboclisi), nel qual caso prende il nome di nutrizione parenterale, oppure di farmaci (mediante iniezione endovenosa, intramuscolare, sottocutanea, intradermica, ecc.).

## In farmacologia
Le vie parenterali sono quelle in cui un farmaco non viene in contatto con il tubo enterico. Si possono suddividere in vie iniettive e non iniettive.
Vie iniettive:
- endovenosa: ha massima biodisponibilità, rapido inizio d'azione, possibilità di regolare la dose in base agli effetti, utilizzabile per sostanze irritanti. Svantaggi: frequenti effetti sfavorevoli come emolisi, shock anafilattico... e difficoltà di automedicazione.
- intramuscolare: velocità di assorbimento sensibile a flusso ematico, pazienti obesi/magri possono dare quadri di assorbimento anomali, depot assorbiti in modo lento e costante.
- sottocutanea: velocità di assorbimento costante lenta e manipolabile, pellet per cessioni protratte.
- intraarteriosa
- intraarticolare (cortisonici)
- intratecale (anestesie spinali)

tutte le forme farmaceutiche devono essere sterili eD a pH neutro.
Vie non iniettive:
- inalatoria
- cutanea,
- mucosale

Per indicare un trattamento esterno viene anche usato il termine topico, che letteralmente indica un trattamento locale.

## In infettivologia
Nel caso di infezioni batteriche o virali, inoltre, si può avere trasmissione parenterale in senso stretto, quando il microbo viene trasmesso attraverso trasfusioni di sangue e derivati infetti, trapianto d'organo infetto, utilizzo di aghi, siringhe, strumentazione chirurgica contaminata, oppure trasmissione parenterale inapparente, quando la trasmissione avviene attraverso microlesioni della cute; in entrambi i casi, il contagio avviene a causa della penetrazione di un agente patogeno all'interno dei tessuti (cioè, appunto, per via parenterale).

## In fitoterapia
La fitoterapia tradizionale europea ha storicamente fatto largo uso della somministrazione parenterale per assorbimento cutaneo, attraverso l'applicazione topica di impacchi e cataplasmi e con pediluvi e lavaggi delle mani. I vantaggi sono evidenti e molteplici rispetto alla somministrazione per via orale: maggiore biodisponibilità locale, nessun problema di cattivi sapori o consistenze, possibilità di utilizzare piccole dosi di sostanze tossiche per il sistema digestivo.
Ad esempio, un rimedio tradizionale contro gli ossiuri è lo sfregamento della ruta sul palmo delle mani. Il celebre erborista francese Maurice Mességué curava i suoi pazienti spesso utilizzando pediluvi e lavaggi delle mani in acqua in cui erano state messe a bagno le sue erbe.
Queste tecniche sono state riprese dalla farmacologia moderna con la produzione di cerotti che dispensano localmente i principi attivi.